# 情難再
《情難再》是香港亞洲電視1983年拍攝製作的時裝劇集，由張之玨擔任策劃兼監製，彭濟材擔任編審，劇集於1983年7月11日首播，共25集。主演有林美琴、尹建邦、楊柏銓、楊詠雪、麥翠嫻、楊得時、金童、甘山、禤素霞、黃秋生等人。

## 演員表
- 林美琴 飾 駱惠茹
- 尹建邦 飾 施運
- 楊柏銓 飾 麥正邦
- 楊詠雪 飾 周炳貞
- 譚德成 飾 朱志明
- 麥翠嫻 飾 施遠
- 禤素霞 飾 張曼莉
- 黃寶基 飾 麥成邦
- 黃秋生 飾 阮南生
- 林立三 飾 陳耀宗
- 馮真 飾 許秀嫻
- 陳植槐 飾 麥七
- 甘山 飾 韋幹
- 楊得時 飾 韋小豪
- 金童 飾 錢大明
- 區凱鈴 飾 李詠詠
- 邵音音 飾 梁寶珍
- 伍永森 飾 亮叔
- 周南茜 飾 駱恩茹
- 夏春秋 飾 駱父
- 梁舜燕 飾 駱母
- 陳亮 飾 Charles Yung
- 馮素波 飾 香美嬌
- 凌文海 飾 施父
- 苖金鳳 飾 施母
- 梁漢威 飾 李父
- 許淑嫻 飾 李母
- 陳婉筠 飾 沈玲玲
- 曾健明 飾 導演
- 潘有聲 飾 監製
- 梁克遜 飾 唐先生